# Tested by Fire
Tested by Fire est un film muet américain réalisé par Fred Huntley et sorti en 1914.

## Fiche technique
- Titre : Tested by Fire
- Réalisation : Fred Huntley
- Scénario : Lanier Bartlett
- Producteur : William Selig
- Société de production : Selig Polyscope Company
- Pays d'origine :  États-Unis
- Format : Noir et blanc — 35 mm — 1.33:1 — Muet
- Genre : Film dramatique
- Dates de sortie : 
  -  États-Unis : 26 février 1914

## Distribution
- Harold Lockwood : Hal Arnold
- Henry Otto : Algernon Fordham
- Slim Whitaker : Bill Burke
- George Hernandez : Carroll
- Tom Bates : Si Oates
- Mabel Van Buren : Betty Carroll